# Все прекрасне далеко
«Все прекрасне далеко» (англ. Everything Beautiful Is Far Away) — незалежний американський науково-фантастичний фільм-фентезі 2017 року, написаний і знятий Пітом Осом, співрежисером Андреа Сіссон, з Джулією Ґарнер і Джозефом Кроссом у головних ролях. Прем'єра фільму відбулася в конкурсній програмі Лос-Анджелеського кінофестивалю 2017 року, де він здобув премію США за найкращу фантастичну операторську роботу.

## Сюжет
Подорожуючи безплідним ландшафтом, Лернерт копається в купах сміття, намагаючись зробити тіло для своєї супутниці Сюзен, бездушної голови робота, що висить на спині його рюкзака. Вони зустрічають Ролу, енергійну молоду жінку, якій бракує навичок виживання, але вона компенсує цей недолік чистою рішучістю. Ця неймовірна трійця мандрує суворою пустелею в пошуках міфічного водного басейну, який міг би поповнити їхні виснажені ресурси та відновити їхню волю до життя.

## Акторський склад
- Джулія Ґарнер — Рола
- Джозеф Кросс — Лернерт
- Чарлі Сун Лі — Незнайомець
- Джилліан Маєр — Сюзен

## Огляди
Прем'єра фільму «Все прекрасне далеко» відбулася на кінофестивалі в Лос-Анджелесі у 2017 році, де він здобув нагороду в номінації «Найкращий ігровий фільм США». Пізніше фільм показали на кінофестивалі в Такомі, де він отримав нагороди за найкращу режисуру та найкращу операторську роботу, а також на кінофестивалі у Східному Орегоні, де здобув нагороду за найкращий повнометражний фільм.
Алекс Біллінґтон з FirstShowing.net позитивно відгукнувся про фільм, сказавши, що «у фільмі “Все прекрасне далеко” є піднесена простота, яка також допомагає зробити його ще привабливішим як кінематографічний твір». Фільм придбала для дистрибуції компанія The Orchard.